# Gabrielle Daleman
Gabrielle Daleman, född 13 januari 1998, är en kanadensisk idrottare som tävlar i konståkning. Hon ingick i det kanadensiska lag som blev olympiska mästare i lagtävlingen vid olympiska vinterspelen 2018 i Pyeongchang i Sydkorea.